# Heide Schütz (Pädagogin)
Heide Schütz (* 1941) ist eine deutsche Friedenserzieherin.

## Leben
Als Kriegskind lernte Heide Schütz die Schulspeisung des US-amerikanischen Quäkertums im zerbombten Berlin zu schätzen. Im Alter von zwölf Jahren zog sie mit ihrer Familie nach Trier, wo sie an der Auguste-Viktoria-Schule das Abitur ablegte. Nach einem diakonischen Jahr als freiwillige Helferin im Krankenhaus studierte sie Germanistik, Anglistik, Politikwissenschaften und Philosophie in Saarbrücken und Mainz. Während der Studienzeit war sie im Redaktionsteam der Studierendenzeitung nobis, im Studierendenparlament und als Fakultätssprecherin, auch national, aktiv. Außerdem lernte sie während des Studiums ihren Ehemann kennen. Heide Schütz war bis zu ihrer Pensionierung 2001 als Lehrerin (OStR’) tätig, zuletzt am Helmholtz-Gymnasium in Bonn.

## Friedensarbeit
Über Jahre hinweg engagierte sie sich für Versöhnung, Friedenspädagogik, Abrüstung und die Gleichstellung der Geschlechter in allen Friedensprozessen. 1988 nahm sie an der Konferenz der „European Teachers for Peace“ in Bonn teil und wurde danach Delegierte für die International Peace Research Association (IPRA) als NGO-Beobachterin bei der UN-Frauenrechtskommission (Commission on the Status of Women/CSW), die vier UN-Weltfrauenkonferenzen (WFK) veranstaltete. Als stellvertretende Vorsitzende der AG 11 Frauen und Frieden, die von der Bundesregierung zur offiziellen deutschen Vorbereitung auf die 4. WFK eingerichtet worden war, nahm sie 1995 in der Delegation des Deutschen Frauenrates an der vierten UN-Weltfrauenkonferenz in Peking/Huairou teil und gründete unmittelbar danach am 3. Februar 1996 mit gleichgesinnten Frauen in Bonn auf nationaler Ebene das Frauennetzwerk für Frieden e. V. (FNF). Als Vorsitzende leitete sie diesen Verein bis zum November 2019. Im Januar 2021 wurde ihr der Titel der Ehrenvorsitzenden des Vereins verliehen.
Gemeinsam mit der tschechischen Helsinki Citizens‘ Assembly (HCA)-Vertreterin Hana Klimešová organisierte sie in Bonn im September 1996 die erste deutsch-tschechische Frauenkonferenz, aus der das Deutsch-Tschechische Forum der Frauen/Česko-německé fórum žen hervorging. Ziel des Forums war, den deutsch-tschechischen Verständigungs- und Versöhnungsprozess zivilgesellschaftlich seitens der Frauen aus unterschiedlichen Kontexten zu unterstützen.  
Unter dem Dach des FNF organisierte Heide Schütz Mahnwachen für den Frieden am Bonner Münster und setzte sich dafür ein, dass in der Bonner Region ein jährlicher Streitschlichtungstreff für Jugendliche und Lehrkräfte aus allen Schulformen etabliert wurde. Sie warb erfolgreich für die Entstehung eines Bonner Bündnisses von Friedensorganisationen zur Teilnahme am Internationalen UN-Friedenstag (seit 2002 jedes Jahr am 21.9.), aus dem sich bald die Bonner Friedenstage entwickelten.
Unter ihrer Projektleitung gelang dem Frauennetzwerk für Frieden e.V. die deutschsprachige Übersetzung der englischsprachigen Dokumentation „1000 PeaceWomen across the Globe“  sowie deren digitale Zugänglichkeit. Ferner initiierte sie in Bonn die Erinnerungsarbeit für Bertha von Suttner, z. B. mit einer Matinee im Alten Rathaus anlässlich der 100-Jahr-Feier zur Verleihung des Friedensnobelpreises an die Friedensaktivistin (1905) und später mit einer Gedenkstele am Bertha von Suttner-Platz (2013). Daraus entwickelte sich eine Bertha-Arbeitsgruppe innerhalb des FNF, in deren Rahmen verschiedene Projekte umgesetzt wurden, u. a. die Umgestaltung einer Bonner Straßenbahn zur „Bertha-Bahn“ aus Anlass des 70-jährigen Jubiläums des Bertha-von Suttner-Platzes und das Online-Projekt „Lernen mit Bertha“.
Für das Friedensengagement verlieh ihr Bundespräsident Joachim Gauck zum 1. Dezember 2016 das Bundesverdienstkreuz am Bande. Im November 2017 nahm sie als FNF-Vorsitzende den Helga-und-Werner-Sprenger-Friedenspreis, benannt nach Werner Sprenger, in Empfang. Am 13. September 2023 wurde ihr der Engagementpreis für herausragendes persönliches Engagement in der Entwicklungszusammenarbeit des Entwicklungsministeriums (BMZ) verliehen.